# Andrzej Korzeniowski
Andrzej Korzeniowski (ur. 27 czerwca 1948 w Zawierciu, zm. 14 października 2023 w Toruniu) – polski pilot samolotowy, mistrz świata w lataniu rajdowym. 
Pilot Aeroklubu Częstochowskiego i Aeroklubu Pomorskiego. Mistrz świata indywidualnie (razem z Witoldem Świadkiem) w 1980 roku i dwukrotnie drużynowo (1980, 1986) w rajdowych samolotowych mistrzostwach świata. 